# 毛泽东去安源
《毛泽东去安源》（英語：Mao Zedong Is Going to Anyuan），2003年12月8日在中国大陆上映的剧情片，导演康健民、陆小惠，编剧颜梅魁，主演王霙、彭博和郭连文。该片是纪念毛泽东同志诞辰110周年的献礼片。

## 剧情
该片讲述1921年9月，毛泽东、李立三和刘少奇去江西省萍鄉縣的安源煤矿（在今萍乡市安源区）指导“安源路矿工人运动”，并且取得路矿工人大罢工胜利的事迹。

## 演出
| 演员   | 角色   | 备注       |
| 王霙   | 毛泽东 |            |
| 彭 博  | 李立三 |            |
| 郭连文 | 刘少奇 |            |
| 吴有才 | 毛紫云 |            |
| 张亚昆 | 祝小连 |            |
| 笑 君  | 解华德 |            |
| 刘冠雄 | 林之轩 |            |
| 吴燕京 | 苏泰   | 矿方代表。 |
| 陈 虹  | 胡大妹 |            |
| 阮丹宁 | 杨开慧 |            |
| 高 放  | 向振熙 | 杨开慧母亲 |
| 倪 土  | 赵恒惕 |            |
| 陈凤桐 | 县知事 |            |

## 制作
2003年8月1日，摄制组在湖南省长沙市开机，24日，摄制组前往江西省萍乡市取景，9月18日杀青。杨开慧在湘雅医院生毛岸英的场景是在湖南第一师范学院旧址取景。剧组在萍乡市招聘了5000人扮演矿工。该片由潇湘电影集团、潇影集团影视制片公司和安源区人民政府联合制作。

## 上映
2003年12月8日，《毛泽东去安源》在北京市举行首映。12月26日，《毛泽东去安源》在中国大陆上映。

## 奖项
| 日期   | 奖项                 | 类别         | 被提名者         | 结果 | 备注  |
| ------ | -------------------- | ------------ | ---------------- | ---- | ----- |
| 2004年 | 第10届中国电影华表奖 | 优秀故事片奖 | 《毛泽东去安源》 | 獲獎 | [ 9 ] |

## 外部连接
- 豆瓣电影上《毛泽东去安源》的資料 （简体中文）
- 时光网上《毛泽东去安源》的資料（简体中文）